# Project Runway
Project Runway è un talent show statunitense trasmesso su Bravo e Lifetime condotto da Heidi Klum.
In Italia va in onda in prima visione sul canale satellitare Sky Uno e dal maggio 2010 è in replica sul canale del digitale terrestre Cielo.
A febbraio 2014 è andata in onda sul canale satellitare Fox Life (canale 113 di Sky) la prima versione italiana di Project Runway, prodotta da Fremantle per Fox Channels Italy. A condurre la versione italiana è stata Eva Herzigová, mentre la giuria era composta da Alberta Ferretti e Tomaso Trussardi. Il mentore è stato Ildo Damiano.

## Svolgimento del programma
I concorrenti gareggiano tra loro per creare i migliori vestiti osteggiati da limiti di tempo, materiali, budget e tema. I loro progetti sono giudicati ogni settimana tramite un défilé. La giuria è composta da Heidi Klum, dallo stilista Michael Kors, dalla fashion director, prima di Elle poi di Marie Claire, Nina Garcia e da un giudice ospite diverso per ogni settimana. Tim Gunn è invece il mentore degli stilisti, si occupa del lancio del tema, assiste e supervisiona il loro lavoro in laboratorio, li aggiorna sul tempo di ogni sfida, oltre che accompagnarli ad acquistare il materiale, congratularsi con l'eliminato e visitare i finalisti nelle proprie case prima di giungere alla sfilata iniziale.
Project Runway usa l'eliminazione progressiva fino a selezionare 3 o 4 designer per la sfida finale, che consiste nella presentazione di una collezione completa di abiti che sfilerà alla prestigiosa settimana della moda che si tiene ogni anno a Bryant Park, New York.
In ogni episodio, i concorrenti si sfidano nella creazione di un abito o più, secondo un preciso obiettivo: per esempio, un abito da ballo, o un look da red carpet, o ispirati a opere d'arte, o ancora abiti creati con i materiali più disparati. Le sfide misurano l'ingegnosità e la creatività dei designer nei progetti ma devono tenere conto del loro stile. Queste sfide potrebbero includere la creazione di un capo di vestiario usando materiali non tradizionali, come mobili, materiali riciclabili, alimentari, piante e fiori, abiti smessi; può essere loro richiesto di creare un abito per una persona di primo piano (come Brooke Shields, Christina Aguilera, Sasha Cohen, o Miss USA Tara Conner), una linea di moda commerciale (per esempio Banana Republic; Diane von Fürstenberg, INC di Macy's), o per un tema particolare.
La sfida ha luogo a New York (con una fermata breve a Parigi nella Stagione 3, anche se un'edizione, la sesta, si è tenuta a Los Angeles); i designer lavorano in una workroom alla prestigiosa scuola Parsons The New School for Design. I materiali vengono di solito acquistati al negozio "Mood" a New York – a meno che la sfida richieda altrimenti (per esempio i giubbotti di jeans Levi's, la pasticceria ed i souvenir al Negozio dell'Hershey a Times Square, o il tessuto alla Casa dello Spandex nella Stagione 4). I designer abitano insieme in un residence e non possono lasciare gli appartamenti o comunicare con la famiglia o gli amici senza autorizzazione, né usare Internet per fare ricerche sui progetti. Gli stilisti non possono portare con loro cartamodelli o libri di design durante la gara (nella 3 stagione uno stilista è stato squalificato per questo).
Nel corso delle edizioni il premio del vincitore è cambiato. Ad un premio pressoché immutato che consiste in 100.000$ per avviare l'attività di stilista e un servizio su un magazine di moda (Elle/Marie Claire), si è affiancato nel corso delle edizioni la vincita di una macchina (fino all'edizione 5), la possibilità di vendere capi su internet (stagioni da 4 a 9, esclusa la 6) o un anno di collaborazione con Designers Management Agency (fino alla stagione 3).
La modella abbinata allo stilista vincente ottiene una somma di denaro (25.000$) e un servizio fotografico su una rivista di moda. Il percorso delle modelle è dettato dalla volontà di uno stilista, non sempre all'eliminazione dello stilista assegnatario corrisponde quella della modella, che può essere ripescata o riassegnata ad un concorrente ancora in gioco.

## Edizioni italiane

### Prima edizione
La prima edizione italiana, che prende il nome di Project Runway Italia, ha visto la partecipazione di 12 stilisti e 12 modelle. È andata in onda a partire dal 26 febbraio 2014 alle ore 21 su Foxlife per 10 episodi. 
| Concorrente              | Età | Città               | Tema Puntata           | Posizione    |
| ------------------------ | --- | ------------------- | ---------------------- | ------------ |
| Marco Taranto            | 25  | Cosenza / Roma      | Finale                 | Vincitore    |
| Elena Pignata            | 30  | Bra                 | Finale                 | Finalista    |
| Giorgia Fiore            | 23  | Napoli              | Finale                 | Finalista    |
| Sara Dolci               | 22  | Lissone             | Red Carpet             | 4º posto     |
| Rocco Adriano Galluccio  | 26  | Caserta             | Le origini             | 5º posto     |
| Salvo Presti             | 33  | Acireale            | Gli accessori          | 6º posto     |
| Milan Stamenovic         | 28  | Knjaževac / Firenze | La sposa               | 7º posto     |
| Elena "Eli" Guerrieri    | 46  | Roma                | Denim                  | 8º posto     |
| Deborah Roberta Casolaro | 25  | Foggia              | 007 Gold finger        | 9º posto     |
| Donas Benzoni            | 30  | Clusone             |                        | Squalificata |
| Matteo Thiela            | 41  | Torino              | Pop Star               | 10º posto    |
| Jacopo Teodori           | 23  | Roma                | Gli anni '80           | 11º posto    |
| Silvia Burigana          | 24  | Roma                | La donna metropolitana | 12º posto    |

     Marco e la modella Katja vincono la competizione.
     Donas viene squalificata per aver iniziato il lavoro sul "cartamodello" prima dell'inizio della prova. Al suo posto entra Sara Dolci.

## Edizioni U.S.A.
Le attuali edizioni del programma sono 16 a cui vanno affiancate sei edizioni All-Stars.
La prima di esse è partita dopo la 9ª edizione con gli stilisti provenienti dalle prime otto edizioni.

### Prima edizione
La prima edizione ha visto la partecipazione di 12 stilisti e altrettante modelle. Si è svolta dal 1º dicembre 2004 al 23 febbraio 2005 per un totale di 11 episodi.
Tra i giudici ospiti che si sono avvicendati nell'edizione troviamo: le stiliste Betsey Johnson e Patricia Field, l'attrice Parker Posey, la presentatrice Nancy O'Dell e la cantante Sarah Hudson.
Gli stilisti che hanno partecipato alla competizione:

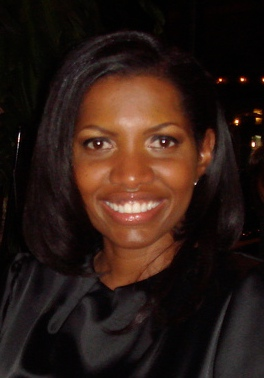
Kara Saun

| Concorrente     | Età | Città          | Posizione | Modella             | Età | Stato      |
| --------------- | --- | -------------- | --------- | ------------------- | --- | ---------- |
| Jay McCarroll   | 29  | Dallas         | Vincitore | Julia Beynon        | 20  | California |
| Kara Saun       | 37  | Los Angeles    | Finalista | Jenny Toth          | 22  | Ohio       |
| Wendy Pepper    | 39  | Middleburg     | Finalista | Melissa Haro        | 17  | California |
| Austin Scarlett | 22  | New York       | 4º posto  | Martinique Mitchell | 21  | California |
| Robert Plotkin  | 28  | New York       | 5º posto  | Olga Kononova       | 18  | Rep. Ceca  |
| Kevin Johnn     | 37  | New York       | 6º posto  | Erin Denardo        | 21  | New Jersey |
| Alexandra Vidal | 21  | Miami          | 7º posto  | Morgan Quinn        | 21  | Iowa       |
| Nora Caliguri   | 21  | Cheshire       | 8º posto  | Joy Pursell         | 21  | Texas      |
| Vanessa Riley   | 34  | Londra         | 9º posto  | Audrey Chihocky     | 18  | Virginia   |
| Starr Ilzhoefer | 27  | Charlotte      | 10º posto | Josiane Barboza     | 21  | Brasile    |
| Mario Cadenas   | 23  | Pembroke Pines | 11º posto | Alison Zebelian     | 19  | Michigan   |
| Daniel Franco   | 27  | Los Angeles    | 12º posto | Mary Henderson      | 19  | Texas      |

     Jay e la modella Julia vincono la competizione.

### Seconda edizione
Alla seconda edizione del programma, suddivisa in 14 episodi, andata in onda dal 7 dicembre 2005 all'8 marzo 2006, prendono parte 16 stilisti.
Tra gli ospiti di questa stagione troviamo: Diane von Fürstenberg, Cynthia Rowley, Alessandra Ambrosio, Nicky Hilton, Sasha Cohen, Debra Messing, Iman.

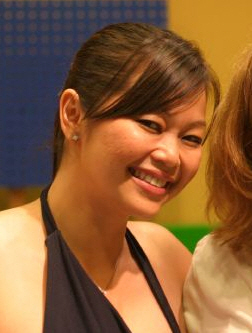
Chloe Dao

Gli stilisti che hanno partecipato alla competizione:
| Concorrente       | Età | Città        | Posizione | Modella              | Origine           |
| ----------------- | --- | ------------ | --------- | -------------------- | ----------------- |
| Chloe Dao         | 33  | Houston      | Vincitore | Grace Kelsey         | San Diego         |
| Daniel Vosovic    | 24  | Grand Rapids | Finalista | Rebecca Holliday     | Savannah          |
| Santino Rice      | 30  | Los Angeles  | Finalista | Heather Brown        |                   |
| Kara Janx         | 29  | Johannesburg | 4º posto  | Eden Henderson       | Queens            |
| Nick Verreos      | 38  | Los Angeles  | 5º posto  | Rachael Hartzog      | Tennessee         |
| Andrae Gonzalo    | 32  | Los Angeles  | 6º posto  | Danyelle Vilmenay    | Baltimora         |
| Zulema Griffin    | 28  | New York     | 7º posto  | Tarah Rodgers        | Carolina del Nord |
| Emmett McCarthy   | 42  | New York     | 8º posto  | Shannon Fluet        | Boston            |
| Diana Eng         | 22  | Jacksonville | 9º posto  | Lesley Ann Williams  |                   |
| Marla Duran       | 51  | Allentown    | 9º posto  | Cara Roberts         | Darien            |
| Guadalupe Vidal   | 29  | Los Angeles  | 11º posto | Eliza Jane           | San Francisco     |
| Daniel Franco     | 33  | Los Angeles  | 12º posto | Claudia              | Germania          |
| Raymundo Baltazar | 24  | Los Angeles  | 13º posto | Allison McAtee       | Erie              |
| Kirsten Ehrig     | 37  | Los Angeles  | 14º posto | Melissa Braiser      | New York          |
| Heidi Standridge  | 25  | Atlanta      | 15º posto | Alyssa Daugherty     | Oil City          |
| John Wade         | 24  | Los Angeles  | 15º posto | Maria Lucia Santiago |                   |

     Chloe e la modella Grace vincono la competizione.
     I due concorrenti sono eliminati nella stessa puntata, rispettivamente la 1^ e la 6^.
     A Daniel Franco, primo eliminato della prima edizione, viene data una seconda chance in questa serie.
     La modella Maria Lucia decide di abbandonare il gioco e rientra al suo posto la modella Allison.

### Terza edizione
Dal 12 luglio 2006 al 18 ottobre 2006 si svolge la terza edizione del programma. Consta di 15 episodi, includendo il 12°, la riunione. Vi prendono parte 15 stilisti. Alcuni episodi si tengono a Parigi.
Ospitati in questa terza serie: Diane von Fürstenberg, Kate Spade, Rachel Zoe, Ivanka Trump, Vera Wang, Miss USA 2006 Tara Conner, Francisco Costa, Catherine Malandrino, Fern Mallis, Zac Posen.

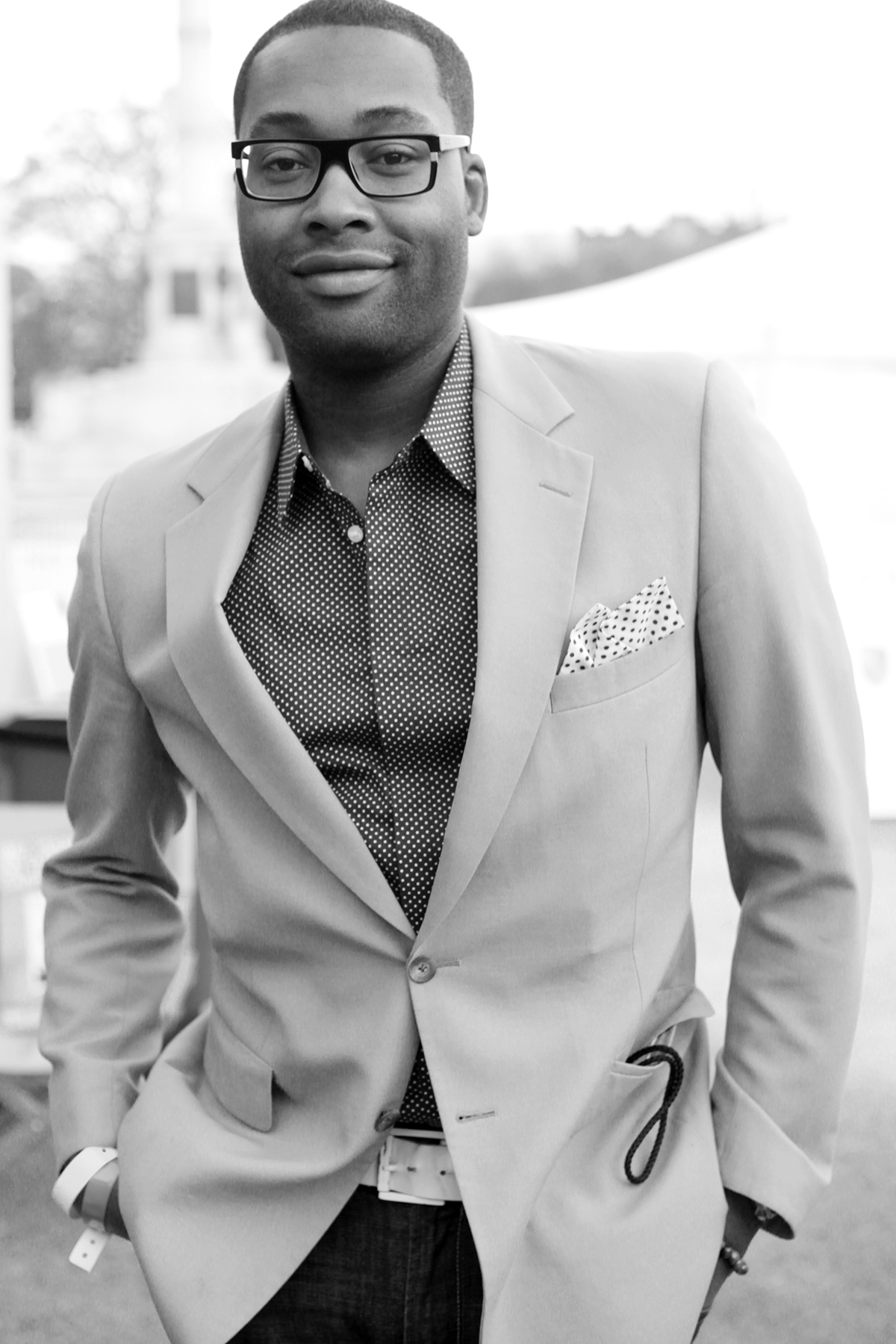
Mychael Knight

Hanno partecipato alla competizione:
| Concorrente          | Età | Città            | Posizione    | Modella               | Origine    |
| -------------------- | --- | ---------------- | ------------ | --------------------- | ---------- |
| Jeffrey Sebelia      | 36  | Los Angeles      | Vincitore    | Marilinda Rivera      | Porto Rico |
| Uli Herzner          | 35  | Miami Beach      | Finalista    | Nazri Segaro          | Etiopia    |
| Laura Bennett        | 42  | New York         | Finalista    | Camilla Barungi       | Uganda     |
| Mychael Knight       | 28  | Atlanta          | Finalista    | Clarissa Anderson     | Milwaukee  |
| Kayne Gillaspie      | 27  | Norman           | 5º posto     | Lindsay Bien-Aime     | Montréal   |
| Vincent Libretti     | 49  | Santa Monica     | 6º Posto     | Amanda Fields         | Greensboro |
| Angela Keslar        | 33  | Amesville        | 7º posto     | Javi Hairston         |            |
| Robert Best          | 36  | West Hollywood   | 8º posto     | Jia Santos            |            |
| Alison Kelly         | 25  | Brooklyn         | 9º posto     | Alexandra Donhoeffner | Düsseldorf |
| Bradley Baumkirchner | 32  | Los Angeles      | 10º posto    | Danielle Schriffen    |            |
| Bonnie Dominguez     | 31  | San Diego        | 11º posto    | Katie Champion        |            |
| Keith Michael        | 34  | New York         | Squalificato | Katia Biassou         | Filadelfia |
| Katherine Gerdes     | 23  | Minneapolis      | 13º posto    | Toni Heath            | Anchorage  |
| Malan Breton         | 32  | Long Island City | 14º posto    | Moon Yung             |            |
| Stacey Estrella      | 40  | San Francisco    | 15º posto    | Candace Pritchard     |            |

     Jeffrey e la modella Marilinda vincono la competizione.
     Keith viene trovato in possesso di riviste di moda durante una sfida e viene squalificato.
     La modella Jia ha un incidente con la bicicletta ed è costretta a lasciare la competizione.
- In questa edizione la classifica delle modelle non segue un vero e proprio ordine poiché era nelle facoltà del vincitore di una sfida se tenere la propria modella o scegliere quella dello stilista appena eliminato.
- Nell'episodio 10, Kayne, Vincent e Angela hanno la possibilità di rientrare in gioco, ma senza esito positivo.

### Quarta edizione
La quarta edizione del programma si svolge dal 14 novembre 2007 al 5 marzo 2008 in 14 puntate.
Oltre ad Heidi Klum, Nina Garcia e Michael Kors si sono susseguiti come ospiti: Roberto Cavalli, Traver Rains, Alberta Ferretti, Zac Posen, Donna Karan, Sarah Jessica Parker, Victoria Beckham, Monique Lhuillier, Tiki Barber e le wrestler Maria Kanellis, Kristal Marshall, Michelle McCool, Candice Michelle, Layla El e Torrie Wilson (presenti come modelle/pseudo-clienti nell'episodio 10).

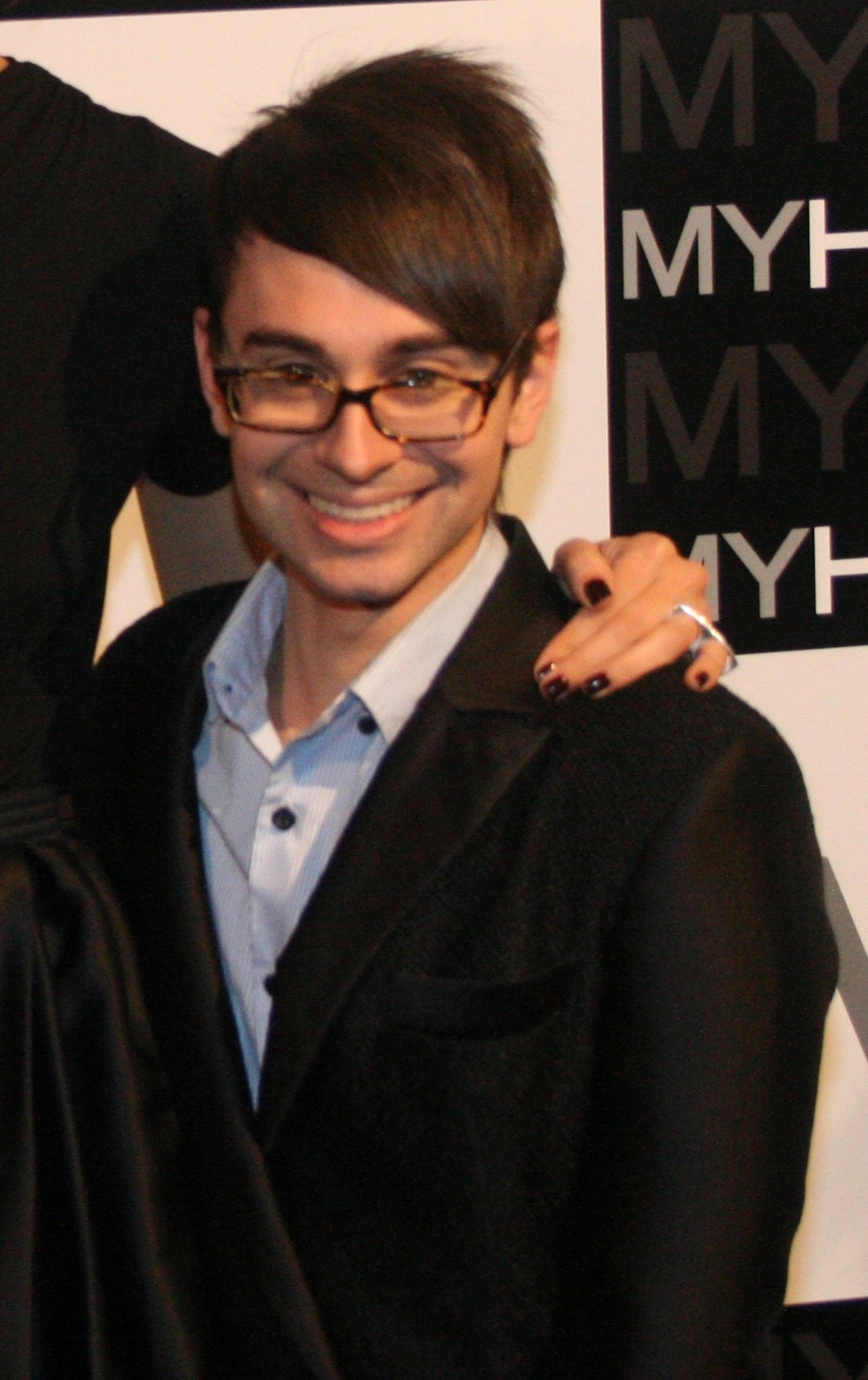
Christian Siriano

I 15 stilisti che hanno partecipato alla quarta stagione sono:
| Concorrente                   | Età | Città         | Posizione | Modella                     | Età | Città           |
| ----------------------------- | --- | ------------- | --------- | --------------------------- | --- | --------------- |
| Christian Siriano             | 21  | Annapolis     | Vincitore | Lisa Nargi                  | 25  | New York        |
| Rami Kashou                   | 31  | Ramallah      | Finalista | Samantha Ruggiero           | 19  | Redding         |
| Jillian Lewis                 | 26  | Selden        | Finalista | Lauren Browne               | 18  | Grafton         |
| Chris March                   | 44  | San Francisco | 4º posto  | Marcia Mitchell             | 23  | The Bearkshires |
| Kathleen "Sweet P" Vaughn     | 46  | Los Angeles   | 5º posto  | Lea Rannells                | 22  | Bridgewater     |
| Ricky Lizalde                 | 35  | Escondido     | 6º posto  | Amanda Alter                | 23  | DeWitt          |
| Victorya Hong                 | 34  | Winchester    | 7º posto  | Jacqueline Miranne          | 21  | New York        |
| Christina "Kit Pistol" Scarbo | 26  | Los Angeles   | 8º posto  | Marie Salter                | 25  | Katy            |
| Kevin Christiana              | 31  | Fairfield     | 9º posto  | Aviva Brocks                | 21  | Londra          |
| Elisa Jimenez                 | 42  | El Paso       | 10º posto | Katie Nelson                | 19  | New York        |
| Steven Rosengard              | 30  | Chicago       | 11º posto | Ashley Evans                | 22  | Smithville      |
| Jack Mackenroth               | 38  | New York      | Ritirato  | Christina Anderson-McDonald | 23  | Meadowbrook     |
| Carmen Webber                 | 39  | Charlotte     | 13º posto | Anna Lita Perez             | 25  | Kiev            |
| Marion Lee                    | 39  | Tyler         | 14º posto | Cheron Smith                | 22  | Torrance        |
| Simone LeBlanc                | 32  | Lawrenceville | 15º posto | Wendi Sullivan              | 28  | Canton          |

     Christian e la modella Lisa vincono la competizione.
     Jack abbandona la competizione per motivi medici, subentra al suo posto l'ultimo escluso, Chris.

### Quinta edizione
Sedici Sono gli stilisti che prendono parte alla quinta edizione del programma svoltasi, tra il 16 luglio 2008 e il 15 ottobre 2008, in 14 episodi.
Tra i vari ospiti che si sono avvicendati al pannello di giudizio troviamo: Natalie Portman, Sandra Bernhard, Apolo Ohno, Brooke Shields, RuPaul, Diane von Fürstenberg, Cynthia Rowley, Francisco Costa, LL Cool J, Georgina Chapman.

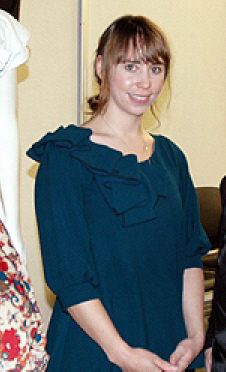
Leanne Marshall

I 16 stilisti in gara sono:
| Concorrente          | Età | Città            | Posizione | Modella           | Età | Città           |
| -------------------- | --- | ---------------- | --------- | ----------------- | --- | --------------- |
| Leanne Marshall      | 27  | Portland         | Vincitore | Tia Shipman       | 21  | Maryland        |
| Korto Momolu         | 33  | Monrovia         | Finalista | Katarina Munez    | 20  | New Jersey      |
| Kenley Collins       | 25  | New York         | Finalista | Topacio Pena      | 22  | Rep. Dominicana |
| Jerell Scott         | 28  | Houston          | 4º posto  | Nicole Zaager     | 20  | New York        |
| Stephen "Suede" Baum | 37  | Seven Hills      | 5º posto  | Xaviera Tytler    | 22  | Phoenix         |
| Joe Faris            | 41  | Troy             | 6º posto  | Polina Frantsena  |     | Boston          |
| Terri Stevens        | 39  | Chicago          | 7º posto  | Karalyn West      | 21  | Columbus        |
| Blayne Walsh         | 23  | Yakima           | 7º posto  | Germaine Volorioz | 27  | New Jersey      |
| Stella Zotis         | 42  | Astoria          | 9º posto  | Kendall Hightower | 19  | Houston         |
| Keith Bryce          | 26  | Salt Lake City   | 10º posto | Alyssa Aparicio   | 18  | Bronx           |
| Daniel Feld          | 25  | Great Barrington | 11º posto | Elena Abete       | 19  | Austin          |
| Kelli Martin         | 27  | Columbus         | 12º posto | Shannone Holt     | 21  | Brooklyn        |
| Jennifer Diederich   | 27  | East Syracuse    | 13º posto | Alex Arace        | 24  | New Jersey      |
| Emily Brandle        | 27  | Sacramento       | 14º posto | Leslie Manzano    | 19  | New Hartford    |
| Wesley Nault         | 23  | Blackstone       | 15º posto | Runa Lucienne     | 19  | Ohio            |
| Jerry Tam            | 32  | Butte            | 16º posto | Janine Bell       | 24  | Maryland        |

     Leanne e la modella Tia vincono la competizione.
     Nel 9º episodio sia Terri che Blayne vengono eliminati.
     La modella Runa abbandona la competizione, il suo posto sarà preso dall'eliminata Alyssa. Anche Shannone abbandona la competizione, al suo posto rientra Germaine.

### Sesta edizione
La sesta edizione del programma si svolge in 14 episodi, coinvolgendo 16 stilisti tra il 20 agosto 2009	 e il 19 novembre 2009. L'episodio pilota è stato anticipato da un episodio di due ore con una sfida All-Stars con otto stilisti delle passate edizioni. In un'unica sfida il vincitore si portava a casa 100.000$.
Daniel Vosovic (2ª edizione) vince, dietro di lui, sul podio, troviamo Korto Momolu (5^) e Sweet P (4^); gli altri concorrenti sono: Santino Rice (2^), Jeffrey Sebelia, Uli Herzner e Mychael Knight (3^), Chris March (4^).
Tra i giudici ospiti di questa edizione troviamo: Rebecca Romijn, Lindsay Lohan, Monique Lhuillier, Max Azria, Rachel Bilson, Tommy Hilfiger, Eva Longoria, John Varvatos, Christina Aguilera, Milla Jovovich, Arianne Phillips, Cindy Crawford, Kerry Washington, Bob Mackie, Tamara Mellon, Cynthia Rowley, Suzy Menkes, Zanna Roberts Rassi.

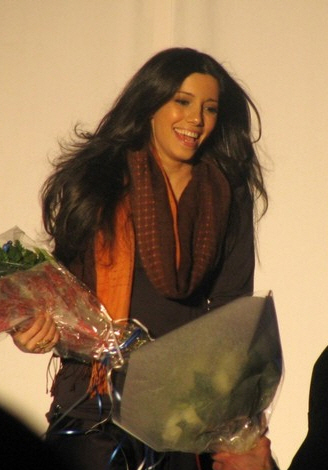
Irina Shabayeva

Gli stilisti in gara sono:
| Concorrente             | Età | Città          | Posizione | Modella            | Età | Città                 |
| ----------------------- | --- | -------------- | --------- | ------------------ | --- | --------------------- |
| Irina Shabayeva         | 27  | New York       | Vincitore | Kalyn Hemphill     | 19  | New York              |
| Althea Harper           | 24  | Dayton         | Finalista | Tanisha Harper     | 24  | Los Angeles           |
| Carol Hannah Whitfield  | 24  | Charleston     | Finalista | Lisa Blades        |     | Los Angeles           |
| Gordana Gehlhausen      | 44  | Charleston     | 4º posto  | Matar Cohen        | 24  | New York\Israele      |
| Christopher Straub      | 30  | Shakopee       | 4º posto  | Katie Sticksel     | 22  | Los Angeles           |
| Logan Neitzel           | 25  | Seattle        | 6º posto  | Kojii Helnwein     | 25  | Los Angeles\Irlanda   |
| Nicolas Putvinski       | 26  | New York       | 7º posto  | Celine Chua        | 28  | New York\Singapore    |
| Shirin Askari           | 23  | Richardson     | 8º posto  | Ebony Jointer      |     | Hacienda Heights      |
| Rodney Epperson         | 49  | New York       | 9º posto  | Tara Egan          | 21  | Chicago               |
| Louise Black            | 32  | Dallas         | 10º posto | Vanessa Fitzgerald |     | New York              |
| Ra'mon Lawrence Coleman | 31  | Minneapolis    | 11º posto | Fatma Dabo         |     | Los Angeles\Gambia    |
| Johnny Sakalis          | 30  | West Hollywood | 12º posto | Emarie Wiltz       |     | New York              |
| Qristyl Frazier         | 42  | Brooklyn       | 13º posto | Valerie Roy        | 27  | New York              |
| Mitchell Hall           | 26  | Savannah       | 14º posto | Erica Milde        |     | Chicago               |
| Malvin Vien             | 24  | Brooklyn       | 15º posto | Erika Macke        | 21  | Las Vegas             |
| Ari Fish                | 26  | Kansas City    | 16º posto | Yosuzi Sylvester   | 21  | Los Angeles\Venezuela |

     Irina e la modella Kalyn vincono la competizione.
     Nella 12ª puntata (la semifinale) vengono eliminati i due concorrenti Gordana e Christopher.
     La modella Erika decide di abbandonare la competizione, rientra quindi Valerie, l'ultima esclusa.

### Settima edizione
Svoltasi tra il 14 gennaio 2010	e il 22 aprile 2010, la settima edizione è suddivisa in 15 episodi e vede confrontarsi 16 stilisti.
Intervengono, come giudici, in questa stagione: Jessica Alba, Joanna Coles, Faith Hill, Georgina Chapman, Vivienne Tam, Molly Sims, Roland Mouret, Francisco Costa, Cynthia Rowley, Isabel Toledo, Tory Burch.
Gli stilisti che prendono parte alla competizione sono:
| Concorrente            | Età | Città Natale  | Residenza     | Posizione | Modella                | Età | Città           |
| ---------------------- | --- | ------------- | ------------- | --------- | ---------------------- | --- | --------------- |
| Seth Aaron Henderson   | 38  | San Diego     | Vancouver     | Vincitore | Kristina Sajko         | 29  | Zagabria        |
| Emilio Sosa            | 43  | Santo Domingo | New York      | Finalista | Lorena Angjeli         | 20  | Tirana          |
| Mila Hermanovski       | 40  | Dallas        | Los Angeles   | Finalista | Brandise Danesewich    | 32  | Saskatchewan    |
| Jay Nicolas Sario      | 31  | Manila        | San Francisco | 4º posto  | Brittany Oldehoff      | 20  | Fort Lauderdale |
| Anthony Williams       | 28  | Birmingham    | Atlanta       | 5º posto  | Monique Darton         | 24  | Brainerd        |
| Jonathan Peters        | 29  | Woonsocket    | Providence    | 6º posto  | Cerri McQuillan        | 23  | Dublino         |
| Maya Luz               | 21  | Santa Fe      | New York      | Ritirato  | Valeria Leonova        | 23  | Tula            |
| Amy Sarabi             | 25  | Plano         | Oakland       | 8º posto  | Holly Ridings          | 24  | Roscoe          |
| Ben Chmura             | 30  | Meriden       | Tampa         | 9º posto  | Alison Gingerich       | 23  | Leesburg        |
| Jesse LeNoir           | 25  | Painesville   | Orlando       | 10º posto | Alexis Broker          | 25  | Denver          |
| Janeane Marie Ceccanti | 27  | Willows       | Portland      | 11º posto | Megan Davis            | 19  | Des Moines      |
| Anna Lynett            | 23  | Whitefish Bay | Los Angeles   | 12º posto | Kasey Ashcraft         | 24  | Salisbury       |
| Jesus Estrada          | 21  | Mazatlán      | San Diego     | 13º posto | Sarah Bell             | 22  | Cincinnati      |
| Ping Wu                | 34  | Chengdu       | Chicago       | 14º posto | Sophia Lee             | 26  | Taipei          |
| Pamela Ptak            | 47  | Pittsfield    | Riegelsville  | 15º posto | Elizaveta Melnitchenko | 19  | Salisburgo      |
| Christiane King        | 30  | Abidjan       | Los Angeles   | 16º posto | Kelly Gervais          | 19  | Livingston      |

     Seth Aaron e la modella Kristina vincono la competizione.
     Anche a Jay viene dato il compito di creare una collezione per la settimana della moda. Una volta ritornato a New York, però, deve sfidarsi con Mila per il terzo posto rimasto. Perderà la sfida.
     Nell'11º episodio Maya decide di abbandonare la competizione perché ritiene già un traguardo essere arrivata a 21 anni tra gli ultimi sei. Al suo posto rientra Anthony Williams, eliminato nella puntata precedente.
     La modella Valeria, abbinata a Seth Aaron, riceve una proposta di lavoro da Donna Karan e decide di abbandonare la competizione, rientra così in gara Cerri.

### Ottava edizione
L'ottava edizione del programma si è avuta tra il 29 luglio 2010 e 28 ottobre 2010 Divisa in 14 episodi, ha visto la partecipazione di 17 stilisti.
In quest'edizione hanno affiancato la solita giuria nei vari episodi: Selma Blair, Betsey Johnson, Joanna Coles, January Jones, Rachel Roy, Kristen Bell, Jessica Simpson, Georgina Chapman, Philip Treacy, Norma Kamali, Cynthia Rowley.
Gli stilisti che prendono parte alla competizione sono:
| Concorrente           | Età | Città         | Posizione | Modella                     | Origine           |
| --------------------- | --- | ------------- | --------- | --------------------------- | ----------------- |
| Gretchen Jones        | 28  | Portland      | Vincitore | Millana Snow                | Denver            |
| Mondo Guerra          | 32  | Denver        | Finalista | Tinamarie Clark             | Souderton         |
| Andy South            | 23  | Waianae       | Finalista | Lenka Dayrit                | Trutnov           |
| Michael Costello      | 27  | Palm Springs  | 4º posto  | Cassie Dzienny              | New York          |
| April Johnston        | 21  | Savannah      | 5º posto  | Rose Cook                   |                   |
| Christopher Collins   | 30  | San Francisco | 6º posto  | Eyen Chorm                  | Thailandia        |
| Valerie Mayen         | 29  | Cleveland     | 7º posto  | Alexandra Palmer            | Nuova Zelanda     |
| Ivy Higa              | 30  | New York      | 8º posto  | Ekaterina Py (Muhina)       | Russia            |
| Michael Drummond      | 31  | St. Louis     | 9º posto  | Zhanna Ved                  | New York          |
| Carlos Casanova       | 33  | Astoria       | 10º posto | Sarae Cart                  | Messico           |
| Peach Carr            | 50  | Lake Forest   | 11º posto | Ifeoma 'Ify' Jones          | Nigeria           |
| A.J. Thouvenot        | 26  | St. Charles   | 12º posto | Amare Tk                    |                   |
| Kristin Haskins Simms | 39  | Filadelfia    | 13º posto | Kaven Jo Caven (Joan Caven) | Nigeria           |
| Sarah Trost           | 27  | Toluca Lake   | 14º posto | Samantha Zajarias           | Città del Messico |
| Nicholas D'Aurizio    | 32  | New York      | 15º posto | Julia Rodriguez             | Tijuana           |
| Jason Troisi          | 33  | Greenwich     | 15º posto | Dre Davis                   | Connecticut       |
| McKell Maddox         | 29  | Layton        | 17º posto | Vanessa Ratnavich           | Bangkok           |

     Gretchen e la modella Millana vincono la competizione.
     A Michael Costello è stata data l'opportunità di creare la propria collezione per la settimana della moda ma, una volta a New York, è rimasto fuori dalla rosa dei 3 finalisti.
     La modella Alexandra abbandona la competizione per problemi familiari, Eyen torna in gara.
     Nell'episodio 2 vengono eliminati sia Jason che Nicholas.

### Nona edizione
Si è svolta nel periodo che va dal 28 luglio 2011 al 27 ottobre 2011. Un totale di 14 episodi racconta le varie fasi di gara. Inizialmente sono 20 i designer a prendervi parte, ma quattro di essi (Serena, Amanda, Gunnar, David) vengono eliminati prima dell'inizio della gara, riducendo così i partecipanti a soli 16.
Al cast ufficiale di giudici (Klum, Garcia, Kors) si sono alternati come ospiti: Christina Ricci, Zoe Saldana, Malin Åkerman, Joanna Coles, Rachel Roy, Kim Kardashian, Rose Byrne, Kenneth Cole, Zanna Roberts Rassi, Adam Lambert, Kerry Washington, Erin Wasson, Olivia Palermo, Francisco Costa, L'Wren Scott.

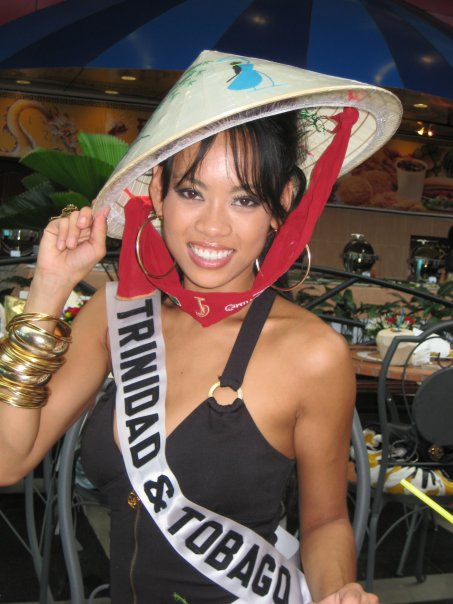
Anya Ayoung-Chee

I 16 stilisti finalisti sono:
| Concorrente        | Età | Città Natale    | Residenza      | Posizione | Modella                      | Origine             |
| ------------------ | --- | --------------- | -------------- | --------- | ---------------------------- | ------------------- |
| Anya Ayoung-Chee   | 29  | Port-of-Spain   | Port-of-Spain  | Vincitore | Sveta Glebova                | Leopoli             |
| Joshua McKinley    | 25  | Cleveland       | Queens         | Finalista | Sonia Niekrasz               | Breslavia           |
| Viktor Luna        | 30  | Guadalajara     | New York       | Finalista | Erika Kimberly Jones         | Texas               |
| Kimberly Goldson   | 35  | Brooklyn        | White Plains   | Finalista | Bojana Draskovic             | Belgrado            |
| Laura Kathleen     | 26  | St. Louis       | St. Louis      | 5º posto  | Meghan Giffin                |                     |
| Bert Keeter        | 57  | Washington D.C. | Los Angeles    | 6º posto  | Kerstin Lechner              | Schönbühel-Aggsbach |
| Anthony Ryan Auld  | 28  | Linden          | Baton Rouge    | 7º posto  | Chelsea Blackburn            | Fair Oaks           |
| Olivier Green      | 22  | Columbus        | New York       | 8º posto  | Carla Barrucci               | Roma                |
| Bryce Black        | 26  | Twin Falls      | Portland       | 9º posto  | Hannah Gottesman             | Binghamton          |
| Becky Ross         | 38  | Calumet         | Portland       | 10º posto | Alyssa Pasek                 |                     |
| Joshua Christensen | 29  | Snohomish       | Los Angeles    | 11º posto | Karin Agstam                 | Svezia              |
| Danielle Everine   | 26  | Minneapolis     | Minneapolis    | 12º posto | Michel Ann Lienhard-O'Malley | Massachusetts       |
| Cecilia Motwani    | 34  | Cordoba         | New York       | Ritirato  | Thais Magalhaes              | João Pessoa         |
| Julie Tierney      | 35  | Baton Rouge     | Grand Junction | 14º posto | Tatjana Sinkevica            | Daugavpils          |
| Fallene Wells      | 29  | Las Vegas       | Denver         | 15º posto | Ashley Lacamp                | Dallas              |
| Rafael Cox         | 27  | Alamogordo      | Atlanta        | 16º posto | Kenzie Gallo                 | New York            |

     Anya e la modella Sveta vincono la competizione.
     Cecilia, nell'episodio 5, decide di abbandonare la gara, alla vigilia di una sfida a squadre. Viktor e Oliver, rimasti in minoranza, dovranno scegliere tra gli esclusi (Joshua C., Fallene, Julie, Rafael) chi vogliono che rientri in gioco. La decisione cade su Joshua C.

### Decima edizione
La decima edizione del programma si è svolta tra il 19 luglio e il 18 ottobre 2012.
Il cast di sempre è stato riconfermato. Si sono affiancati come ospiti: Lauren Graham, Patricia Fields, Dylan Lauren, Krysten Ritter, Hayden Panettiere, Rachel Roy, Debra Messing, Hilary Duff, Zoe Saldana, Jennifer Hudson.
La rosa finale degli stilisti è di 16 concorrenti:
| Concorrente       | Età | Città Natale   | Residenza      | Posizione | Modella          |
| ----------------- | --- | -------------- | -------------- | --------- | ---------------- |
| Dmitry Sholokhov  | 33  | Navapolatsk    | New York       | Vincitore | Katt Vogel       |
| Fabio Costa       | 29  | Belo Horizonte | Brooklyn       | Finalista | Lacee Teel       |
| Melissa Fleis     | 31  | Rogers City    | San Francisco  | Finalista | Hannah Herreid   |
| Christopher Palu  | 24  | Brooklyn       | Massapequa     | Finalista | Claudia Ruff     |
| Sonjia Williams   | 27  | Boston         | Queens         | 5º posto  | Alexandra Wynne  |
| Elena Slivnyak    | 28  | Kiev           | Daly City      | 6º posto  | Mayra Rosario    |
| Ven Budhu         | 28  | Berbice        | Queens         | 7º posto  | Bianca Alexander |
| Gunnar Deatherage | 22  | LaGrange       | Louisville     | 8º posto  | Lauren Way       |
| Alicia Hardesty   | 27  | Brandenburg    | Los Angeles    | 9º posto  | Kailah Lindsey   |
| Nathan McDonald   | 33  | Zanesville     | New York       | 10º posto | Sashalee Pallagi |
| Raul Osorio*      | 27  | Canoga Park    | Minneapolis    | 11º posto | Jordan Hathaway  |
| Buffi Jashanmal   | 32  | Londra         | New York       | 12º posto | Alex Spencer     |
| Kooan Kosuke      | 30  | Himeji         | Queens         | Ritirato  | Ashley Sanee'    |
| Andrea Katz       | 58  | Oceanside      | New York       | Ritirata  | Phoenix Skye     |
| Lantie Foster     | 48  | Sacramento     | New York       | 15º posto | Sonika Shankar   |
| Beatrice Guapo    | 29  | Orange Country | Marina Del Rey | 16º posto | Aubrey Wilder    |

     Dmitry vince la competizione.
     Nel 4º episodio Andrea decide di abbandonare la competizione. Per la troppa pressione anche Kooan decide di abbandonare la gara. A questo punto per procedere con la gara e l'eliminazione per la gara viene fatto rientrare Raul Osorio (*), ultimo uscito dalla competizione.

### Undicesima edizione
L'undicesima edizione di Project Runway va in onda dal 24 gennaio al 25 aprile del 2013.
Vede una novità nella giuria. Dopo 10 edizioni Michael Kors lascia lo show e viene sostituito da Zac Posen. Altri giudici intervenuti: Michael Kors, Bette Midler, Susan Sarandon, Kristin Davis, Miranda Lambert, John Legend, Joan e Melissa Rivers, Jordana Brewster, Emmy Rossum, Rachel Roy.
I 16 stilisti che prendono parte sono:
| Concorrente               | Età | Città Natale         | Residenza      | Posizione | Modella            |
| ------------------------- | --- | -------------------- | -------------- | --------- | ------------------ |
| Michelle Lesniak Franklin | 34  | Portland             | Portland       | Vincitore | Lisa Jackson       |
| Patricia Michaels         | 46  | Taos                 | Taos           | Finalista | Katrina Topacio    |
| Stanley Hudson            | 44  | Lynwood              | West Hollywood | Finalista | Anna Kanehara      |
| Daniel Esquivel           | 48  | Dallas               | Austin         | 4º posto  | Marina Tarakhovich |
| Layana Aguilar            | 28  | Governador Valadares | New York       | 5º posto  | Blaga Slaveykova   |
| Richard Hallmarq          | 39  | Sacramento           | Sacramento     | 6º posto  | Liza Lyadova       |
| Samantha Black            | 28  | Bronx                | Fairfield      | 7º posto  | Catherine Gray     |
| Amanda Valentine          | 31  | Lincoln              | Nashville      | 8º posto  | Gina DeNezzo       |
| Kate Pankoke              | 23  | Eau Claire           | Chicago        | 9º posto  | Kayla Mayhew       |
| Tu Suthiwat Nakchat       | 26  | Chachoengsao         | Springfield    | 9º posto  | Aisha Elizabeth    |
| Benjamin Mach             | 35  | Sydney               | Londra         | 11º posto | Kayla Miller       |
| Matthew Arthur            | 30  | Hammond              | New Orleans    | 12º posto | Eloho Erhieyovwe   |
| Joseph Aaron Segal        | 30  | Framingham           | Providence     | 13º posto | Brandi Vicks       |
| Cindy Marlatt             | 59  | Kent                 | Kent           | 14º posto | Carolyna Ramos     |
| James Martinez            | 29  | Dallas               | Fort Worth     | 15º posto | Bianca Alexander   |
| Emily Pollard             | 24  | Richfield            | Falls Church   | 16º posto | Megan Cassidy      |

     Michelle vince la competizione.

### Dodicesima edizione
La dodicesima edizione del programma ha inizio il 18 luglio 2013.
I giudici dell'edizione precedente (Klum, Garcia, Posen) è riconfermato. Tra gli ospiti: Kate Bosworth, Kaley Cuoco, Eric Daman, Kelly Osbourne, Jesse Tyler Ferguson, Allison Williams.
I 16 concorrenti:
| Concorrente             | Età | Città Natale | Residenza   | Posizione  | Modella             |
| ----------------------- | --- | ------------ | ----------- | ---------- | ------------------- |
| Dom Streater            | 24  | Filadelfia   | Filadelfia  | Vincitrice | Rayuana Aleyce      |
| Alexandria von Bromssen | 38  | Stoccolma    | San Mateo   | Finalista  | Ya Bi McGriff       |
| Justin LeBlanc          | 27  | Tampa        | Raleigh     | Finalista  | Ji Young Baek       |
| Bradon McDonald         | 38  | Lowville     | Los Angeles | Finalista  | Cameron Corrigan    |
| Helen Castillo          | 25  | Weehawken    | Union City  | 5º posto   | Molly Fletcher      |
| Kate Pankoke            | 24  | Eau Claire   | Chicago     | 6º posto   | Roberta Petris      |
| Alexander Pope          | 38  | Los Angeles  | New York    | 7º posto   | Laura O'Neall       |
| Ken Laurence            | 24  | Birmingham   | Birmingham  | 8º posto   | Nastasia Scott      |
| Jeremy Brandrick        | 41  | Birmingham   | New York    | 9º posto   | Briana Holmer       |
| Karen Batts             | 29  | Boca Raton   | Queens      | 10º posto  | Shaya Ali           |
| Miranda Kay Levy        | 29  | Wilton       | Milwaukee   | 11º posto  | Lilianda Collins    |
| Sue Waller              | 45  | Boston       | Brooklyn    | 12º posto  | Jessica Solis       |
| Sandro Masmanidi        | 28  | Krasnodar    | New York    | Ritirato   | Viktoria Pleshakova |
| Timothy Westbrook       | 24  | Wanakena     | Milwaukee   | 14º posto  | Sophie Follmer      |
| Kahindo Mateene         | 34  | Goma         | Chicago     | 15º posto  | Jillian Schmitt     |
| Angela Bacskocky        | 33  | Richmond     | Richmond    | 16º posto  | Sierra Illig        |

     Dom vince la competizione.
     Kate Pankoke (già 11ª stagione) viene scelta dai fans per ritornare in questa stagione.
     Nel 4º episodio Sandro decide di abbandonare la competizione.

### Tredicesima edizione
La tredicesima edizione di Project Runway è andata in onda dal 24 luglio al 23 ottobre del 2014. Inizialmente sono 19 i designer a prendervi parte, ma tre di essi (Tim, Niziga, Emmanuel) vengono eliminati prima dell'inizio della gara, riducendo così i partecipanti a soli 16.
I giudici intervenuti: Julie Bowen, Garance Doré, Anne Fulenwider e Amanda de Cadenet, Bethany Mota, Lindsey Vonn, Dita Von Teese e Chiara Ferragni, Caroline Scheufele, Caitlin FitzGerald, Elisabeth Moss e Heather Northrop, Asha Leo e Michelle Monaghan, Christian Siriano, Shay Mitchell.
I 16 stilisti che prendono parte sono:
| Concorrente        | Età | Città Natale             | Residenza      | Posizione | Modella                  |
| ------------------ | --- | ------------------------ | -------------- | --------- | ------------------------ |
| Sean Kelly         | 25  | Wellington               | Brooklyn       | Vincitore | Alisar Ailabouni         |
| Amanda Valentine   | 32  | Taos                     | Nashville      | Finalista | Nikola Anderson          |
| Kini Zamora        | 30  | Kapolei                  | Honolulu       | Finalista | Lea Mihevc               |
| Char Glover        | 37  | Detroit                  | Detroit        | Finalista | Bella Davis              |
| Emily Payne        | 41  | Temple                   | San Francisco  | 5º posto  | Angelica Guillen-Jimenez |
| Korina Emmerich    | 28  | Eugene                   | Brooklyn       | 6º posto  | Jasmine Rivers           |
| Alexander Knox     | 22  | Kankakee                 | Chicago        | 7º posto  | Alexandria Serafini      |
| Sandhya Garg       | 28  | Delhi                    | Birmingham     | 8º posto  | Nea McLin                |
| Fäde zu Grau       | 45  | Altdöbern                | Coral Gables   | 9º posto  | Jasmine Agnew            |
| Samantha Plasencia | 27  | San Antonio              | San Antonio    | 10º posto | Brianna Mellon           |
| Kristine Guico     | 26  | Naperville               | Brooklyn       | 11º posto | Christabel Campbell      |
| Mitchell Perry     | 25  | Jacksonville             | Ft. Lauderdale | 11º posto | DJ Smith                 |
| Hernan Lander      | 33  | San Francisco de Macorís | New York       | 13º posto | Ashley Rossi             |
| Angela Sum         | 32  | Toronto                  | Los Angeles    | 14º posto | Rachel McCray            |
| Carrie Sleutskaya  | 24  | Mosca                    | Los Angeles    | 15º posto | Ploy Supawetvehon        |
| Jefferson Musanda  | 25  | Lynn                     | Brooklyn       | 16º posto | Camille Annise-Lewis     |

     Sean vince la competizione.
     Amanda Valentine (già 11ª stagione) viene scelta dai fans per ritornare in questa stagione.
     Nel 5º episodio sia Kristin che Mitchell vengono eliminati.

## Edizioni All Stars U.S.A.

### Prima Edizione
È il primo spin-off della serie. Si svolge tra il 5 gennaio 2012 e il 22 marzo 2012 in 12 puntate.
Angela Lindvall conduce il programma e fa da giudice al fianco di Isaac Mizrahi e Georgina Chapman. Tra gli ospiti giudici troviamo: Miss Piggy, Miranda Kerr, Diane von Fürstenberg, Pharrell Williams, Sean Avery, Cynthia Rowley, Sutton Foster, Tommy Hilfiger, Catherine Malandrino, Ken Downing, Nanette Lepore.
Joanna Coles è il mentore dei partecipanti (al posto di Tim Gunn).
I 13 protagonisti sono scelti dalle passate edizioni (esclusa la 9^) e sono:
| Concorrente               | Età | Posizione passata | Edizione | Posizione Attuale |
| ------------------------- | --- | ----------------- | -------- | ----------------- |
| Mondo Guerra              | 33  | Finalista         | Ottava   | Vincitore         |
| Austin Scarlett           | 28  | 4º posto          | Prima    | Finalista         |
| Michael Costello          | 29  | 4º posto          | Ottava   | Finalista         |
| Kenley Collins            | 28  | Finalista         | Quinta   | 4º posto          |
| Jerell Scott              | 32  | 4º posto          | Quinta   | 5º posto          |
| Mila Hermanovski          | 42  | Finalista         | Settima  | 6º posto          |
| Kara Janx                 | 35  | 4º posto          | Seconda  | 7º posto          |
| Rami Kashou               | 35  | Finalista         | Quarta   | 8º posto          |
| Anthony Williams          | 30  | 5º posto          | Settima  | 9º posto          |
| April Johnston            | 22  | 5º posto          | Ottava   | 10º posto         |
| Gordana Gehlhausen        | 47  | 4º posto          | Sesta    | 11º posto         |
| Kathleen "Sweet P" Vaughn | 53  | 5º posto          | Quarta   | 12º posto         |
| Elisa Jimenez             | 49  | 10º posto         | Quarta   | 13º posto         |

     Mondo Guerra vince la Prima edizione All-Stars.

### Seconda Edizione
Il 25 ottobre 2012 parte la seconda edizione All-Stars (termina il 17 gennaio 2013) con Carolyn Murphy conduttrice (al posto di Angela Lindvall). Isaac Mizrahi e Georgina Chapman hanno confermato la posizione di giudici così come Joanna Coles nel ruolo di mentore. Si sono avvicendati come ospiti nel corso dell'edizione: Katie Holmes, Kylie Minogue, Gretchen Mol, Liv Tyler, Rafe Totengco, Jason Wu, Diane von Fürstenberg, Tavi Gevinson, Charlotte Ronson, La La Anthony, Elie Tahari, Cynthia Rowley, Margherita Missoni ed altri.
I 13 stilisti ripescati dalle passate edizioni sono:
| Concorrente           | Età | Posizione passata | Edizione | Posizione Attuale |
| --------------------- | --- | ----------------- | -------- | ----------------- |
| Anthony Ryan Auld     | 29  | 7º posto          | Nona     | Vincitore         |
| Emilio Sosa           | 46  | Finalista         | Settima  | Finalista         |
| Uli Herzner           | 41  | Finalista         | Terza    | Finalista         |
| Joshua McKinley       | 26  | Finalista         | Nona     | 4º posto          |
| Ivy Higa              | 32  | 8º posto          | Ottava   | 5º posto          |
| Laura Kathleen Planck | 28  | 5º posto          | Nona     | 6º posto          |
| Carlos Casanova       | 36  | 10º posto         | Ottava   | 7º posto          |
| Althea Harper         | 28  | Finalista         | Sesta    | 8º posto          |
| Kayne Gillaspie       | 33  | 5º posto          | Terza    | 9º posto          |
| Andrae Gonzalo        | 39  | 6º posto          | Seconda  | 10º posto         |
| Suede Baum            | 42  | 5º posto          | Quinta   | 11º posto         |
| Wendy Pepper          | 48  | Finalista         | Prima    | 12º posto         |
| Peach Carr            | 52  | 11º posto         | Ottava   | 13º posto         |

     Anthony Ryan Auld vince la Seconda edizione All Stars.

### Terza Edizione
Partita il 24 ottobre 2013, l'edizione vede un ulteriore cambio di conduzione con Alyssa Milano. Ad affiancarla i giudici Isaac Mizrahi e Georgina Chapman mentre come mentore viene proposta Zanna Roberts Rassi.
Tra gli ospiti del programma: Debbie Harry, Jennifer Meyer, Michael Urie, Gabourey Sidibe, Bar Rafaeli, Elie Tahari, Abigail Breslin, Stacey Bendet, Elisabeth Moss, Nina Garcia, Gayle King e partecipanti di altre edizioni.
Gli 11 concorrenti in gara sono:
| Concorrente          | Età | Posizione passata    | Edizione   | Posizione Attuale |
| -------------------- | --- | -------------------- | ---------- | ----------------- |
| Seth Aaron Henderson | 42  | Vincitore            | Settima    | Vincitore         |
| Korto Momolu         | 38  | Finalista (2º posto) | Quinta     | Finalista         |
| Elena Slivnyak       | 29  | 6º posto             | Decima     | Finalista         |
| Christopher Palu     | 25  | Finalista (4º posto) | Decima     | 4º posto          |
| Viktor Luna          | 32  | Finalista (3º posto) | Nona       | 5º posto          |
| Irina Shabayeva      | 31  | Vincitrice           | Sesta      | 6º posto          |
| Jeffrey Sebelia      | 43  | Vincitore            | Terza      | 7º posto          |
| Mychael Knight       | 35  | Finalista (4º posto) | Terza      | 8º posto          |
| Melissa Fleis        | 32  | Finalista (3º posto) | Decima     | 9º posto          |
| Daniel Esquivel      | 49  | 4º posto             | Undicesima | 10º posto         |
| Ari South            | 26  | Finalista (3º posto) | Ottava     | 11º posto         |

     Seth Aaron Henderson vince la Terza edizione All Stars.